# Brad Dourif
Bradford Claude "Brad" Dourif(Huntington, Virginia Occidental; 18 de marzo de 1950) es un actor estadounidense retirado (a excepción de su papel como Chucky) de cine y televisión, candidato a un premio Óscar y a un premio Emmy. Probablemente es más conocido por su papel en One Flew Over the Cuckoo's Nest, que le valió la citada candidatura al Óscar como mejor actor de reparto. También ha puesto su voz al personaje de Chucky en las películasChild's Play, ha interpretado a Lon Suder en Star Trek: Voyager, al doctor Gediman en Alien: resurrección y a Gríma Lengua de Serpiente en la adaptación cinematográfica de El Señor de los Anillos. También ha ganado un premio Saturn por El exorcista III y ha sido candidato a un premio Emmy por su papel en Deadwood. Como secundario también ha participado en la adaptación a la gran pantalla de Dune (1984), interpretando al malvado Mentat del barón Vladimir Harkonnen, Piter de Vries.

## Biografía
Dourif nació en Huntington, Virginia Occidental. Su padre, Jean Dourif, fue un coleccionista de arte. Después de que su padre muriese en 1953, su madre Joan, también actriz, se casó en segundas nupcias con el golfista William C. Campbell, quien ayudó a educar a Brad y a sus cinco hermanos (tres hermanas y dos hermanos). De 1963 a 1965, Dourif acudió a la Aiken Preparatory School en Aiken, Carolina del Sur. Allí demostró su interés en el arte y la interpretación. Lo que lo animó definitivamente fue ver a su madre actuando en un teatro de la comunidad. Después del Colegio Aiken, asistió al colegio Fountain Valley en Colorado Springs, graduándose en 1968. Dourif participó como aficionado en el Festival de Cine de Fountain Valley en 1969, donde obtuvo el segundo lugar en la categoría de película de 8 mm con su obra de 10 minutos "Blind Date".

## Trayectoria
Comenzando en producciones escolares, progresó en el teatro local participando con la Unión de Actores de Huntington mientras acudía a clases a la Universidad Marshall de Huntington. A la edad de 19, abandonó la universidad y su ciudad natal para trasladarse a Nueva York, donde estudió con Sanford Meisner y trabajó con Marshall Mason y Lanford Wilson en la Circle Repertory Company. A comienzos de los años 70, Dourif participó en numerosas representaciones en Nueva York, incluyendo The Ghost Sonata, The Doctor in Spite of Himself, y When You Comin' Back, Red Ryder?, donde fue descubierto por el director Miloš Forman, quien le hizo una prueba para la película de 1975 Alguien voló sobre el nido del cuco o Atrapado sin salida.

### Películas
Dourif tuvo un pequeño papel fue en la película W. W. and the Dixie Dancekings (1975), pero fue omitido del corte final de la película. Fue su interpretación del vulnerable Billy Bibbit en la película Cuckoo's Nest, de Forman la que indudablemente le lanzó definitivamente a la fama, obteniendo un Globo de Oro a Mejor Actor Debutante, un premio BAFTA como mejor actor de reparto y una nominación a un Óscar como mejor actor de reparto. A pesar de todo ello y del instante de reconocimiento que esto supuso, regresó a Nueva York donde continuó con el teatro y comenzó a recibir clases de interpretación y dirección en la Universidad de Columbia hasta 1988, año en el que se trasladó a Hollywood.
A pesar de querer evitar un encasillamiento en determinados papeles, con frecuencia ha interpretado personajes dementes, psicóticos y perturbados, participando en películas como Los ojos de Laura Mars (1978), Sangre sabia (1979) de John Huston y en el filme de Milos Forman Ragtime (1981). También ha participado en dos películas con el director David Lynch: Dune (1984) y Terciopelo azul (1986).
Ha aparecido en numerosas cintas de terror, destacándose al prestar su voz al muñeco asesino Chucky en Child's Play (1988) y sus séquelas. Dourif rompió con el cine de terror con papeles en Belleza fatal (1987), Arde Mississippi (1988), Agenda oculta (1990), Londres me mata (1991), Amos y Andrew (1993), Sworn to Justice (1996) con Cynthia Rothrock y Alien: Resurrection (1997). También ha interpretado a Gríma Lengua de Serpiente en las películas de El Señor de los Anillos.

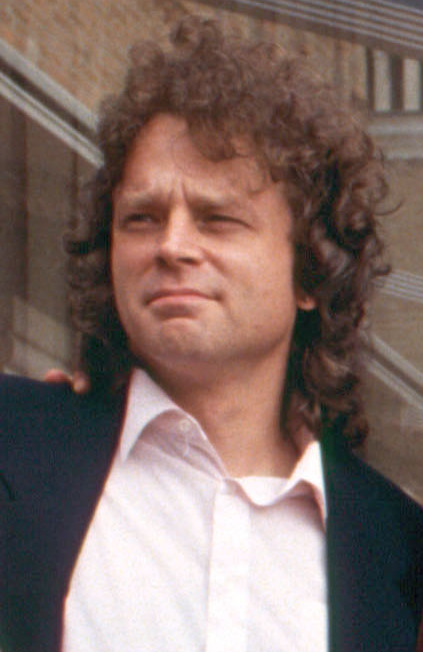
Dourif en 1991.

Asimismo, trabajó en la película Grito de piedra (1991) de Werner Herzog y con Donald Sutherland como protagonista. Fue filmada en el Cerro Torre, que se ubica en El Chaltén, municipio de la provincia de Santa Cruz, Argentina. El Cerro Torre es considerada la montaña más difícil de escalar del mundo, principalmente porque no importa por donde se la encare, habrá que subir por un paredón de más de 800 m de granito. Además las pésimas condiciones climáticas y la variabilidad del clima hacen poco posible planificar un ascenso de muchos días.
Dourif pasó una prueba para interpretar el personaje de El Espantapájaros que iba a aparecer en Batman Forever, mientras Tim Burton estaba preparando el proyecto. Finalmente, Burton fue sustituido por Joel Schumacher quien decidió usar a Enigma como el villano principal.

### Televisión
En 1984, Dourif interpretó a un presunto asesino en serie en el episodio "Número Ocho" de Tales of the Unexpected. En 1994, apareció en The X-Files en el episodio Más allá del mar, por el que recibió una nominación a un Emmy. Ha interpretado a Lon Suder, un asesino psicópata en tres episodios de Star Trek: Voyager, y ha sido estrella invitada en series como Babylon 5 o Zoey 101, en la que interpretó a Charles Galloway. 
Es un fan de los videojuegos y aparece como Saavedro en Myst III: Exile (2001), el popular juego de la franquicia Myst, y como el predicador sádico Reed en GUN (2005).
En 1986, Dourif interpretó al Padre McDonovan en el episodio "Todas las criaturas grandes... y no tan grandes" de la serie Luz de luna. McDonovan es un sacerdote católico que desea encontrar un marido a una mujer con problemas que previamente se confesó con él. Dourif ha interpretado al personaje Doc Cochran en la serie de HBO Deadwood, recibiendo una nominación al Premio Emmy en 2004 como Mejor Actor de Reparto en una Serie Dramática. 
En 2011, apareció como estrella invitada en el final de la tercera temporada de Fringe y, en 2014, apareció en el episodio de Agentes de SHIELD "El final del comienzo".
Ha vuelto a prestar su voz a Chucky para la quinta entrega de la saga Child's Play y Seed of Chucky, apareció en la película Sinner y ha interpretado al Sheriff Brackett en la adaptación de Rob Zombie de la película de John Carpenter Halloween.
En 2016, Dourif personificó al Dr. William Blackmore en la película de Serge Levin Re-Animator: Evolution, basada en la obra de H. P. Lovecraft. Dicha película se estrenó en 2017.
En 2021, Dourif repitió su papel de Chucky en la adaptación de la serie de televisión de la franquicia Child's Play titulada Chucky.
El 18 de abril de 2024, Dourif anunció su retiro de la actuación, con la excepción de cualquier proyecto relacionado con Chucky.  Esto se debió a su hija Fiona (quien interpreta a Nica Pierce en la franquicia), además de que consideraba a Don Mancini, el creador de Chucky, como "familia".

## Vida personal
Dourif estuvo casado con Janet Stephanie, con quien tuvo una hija llamada Kristine. Posteriormente se casó con Jonina Dourif, con quien tuvo otra hija, Fiona. Vive en Manhattan y toca el didgeridoo, un instrumento aborigen australiano.

## Filmografía

### Cine
| Año       | Título                                      | Papel                                         | Notas |
| --------- | ------------------------------------------- | --------------------------------------------- | --- |
| 1975      | W. W. and the Dixie Dancekings              |                                               | No acreditado |
| 1975      | One Flew Over the Cuckoo's Nest             | Billy Bibbit                                  | Nominado al Óscar; Ganador del BAFTA al Mejor Actor Secundario; Ganador del Globo de Oro a la nueva estrella del año |
| 1976      | The Mound Builders                          | Chad Jasker                                   | Televisión |
| 1978      | Los ojos de Laura Mars                      | Tommy Ludlow                                  | |
| 1978      | Sergeant Matlovich Vs. U.S. Air Force       | Sargento Leonard Matlovich                    | Televisión |
| 1979      | Studs Lonigan                               | Danny O'Neill                                 | Televisión |
| 1979      | Sangre sabia                                | Hazel Motes                                   | |
| 1980      | Guyana Tragedy: The Story of Jim Jones      | David Langtree                                | Televisión |
| 1980      | La puerta del cielo                         | Mr. Eggleston                                 | |
| 1981      | Ragtime                                     | Hermano joven                                 | |
| 1982      | Desire, the Vampire                         | Paul                                          | Televisión |
| 1984      | Dune                                        | Piter de Vries                                | |
| 1985      | Vengeance: The Story of Tony Cimo           | Lamar Sands                                   | Televisión |
| 1986      | Terciopelo azul                             | Raymond                                       | |
| 1986      | Rage of Angels                              | Seymour Bourne                                | Televisión |
| 1987      | Belleza fatal                               | Leo Nova                                      | |
| 1988      | Arde Mississippi                            | Agente Clinton Bell                           | |
| 1988      | Child's Play                                | Chucky / Charles Lee Ray                      | Voz |
| 1989      | Desperado: The Outlaw Wars                  | Camillus Fly                                  | Televisión |
| 1989      | Terror on Highway 91                        | Keith Evans                                   | Televisión |
| 1989      | Combustión espontánea                       | Sam                                           | |
| 1989      | La fosa común                               | Tucker Cleveland                              | |
| 1989      | El Exorcista III                            | James Venamun                                 | |
| 1989      | Agenda oculta                               | Paul Sullivan                                 | |
| 1990      | Child's Play 2                              | Chucky                                        | Voz |
| 1991      | Critters 4                                  | Al Bert                                       | |
| 1991      | Fiebre salvaje                              | Leslie                                        | |
| 1991      | Child's Play 3                              | Chucky                                        | Voz |
| 1992      | Juicio Final                                | Padre Tyrone                                  | |
| 1993      | Wild Palms                                  | Chickie Levitt                                | Miniserie para televisión                                                                                            |
| 1993      | Amos y Andrew                               | Oficial Donnie Donaldson                      | |
| 1994      | El color de la noche                        | Clark                                         | |
| 1994      | A Worn Path                                 | Hunter                                        | Televisión |
| 1995      | Death Machine                               | Dante                                         | |
| 1995      | Homicidio en primer grado                   | Byron Stamphill                               | |
| 1996      | Miradas asesinas                            | Gene Hanson                                   | Televisión |
| 1997      | Alien: Resurrección                         | Dr. Jonathan Gediman                          | |
| 1998      | Senseless                                   |                                               | |
| 1998      | Leyenda urbana                              | Michael McDonnell, encargado de la gasolinera | No acreditado |
| 1998      | Bride of Chucky                             | Chucky                                        | Voz |
| 1999      | Interceptors                                | Weber                                         | |
| 2001      | Shadow Hours                                | Propietario de la gasolinera                  | |
| 2001      | Myst III: Exile                             | Saavedro                                      | |
| 2002      | El Señor de los Anillos: las dos torres     | Gríma Lengua de Serpiente                     | |
| 2003      | El Señor de los Anillos: el retorno del Rey | Gríma Lengua de Serpiente                     | En la versión extendida                                                                                              |
| 2004      | Seed of Chucky                              | Chucky                                        | Voz de Chucky |
| 2005      | La salvaje y azul lejanía                   | The Alien                                     | |
| 2005      | GUN                                         | Reverendo Josiah Reed                         | Videojuego Voz |
| 2005      | Man of Faith                                | B. B. Gallen                                  | |
| 2006      | Pulse                                       | Tipo delgado de los libros                    | |
| 2007      | Sinner                                      | Caddie                                        | |
| 2007      | Halloween                                   | Sheriff Leigh Brackett                        | |
| 2008      | Humboldt County                             | Jack                                          | |
| 2008      | Touching Home                               | Clyde Winston                                 | |
| 2008      | Born of Earth                               | Alcalde                                       | |
| 2009      | Lock and Roll Forever                       | Zee                                           | |
| 2009      | Halloween II                                | Sheriff Leigh Brackett                        | |
| 2009      | Teniente corrupto                           | Ned Schoenholtz                               | |
| 2009      | My Son, My Son, What Have Ye Done           | Tío Ted                                       | |
| 2010      | Junkyard Dog                                | Sheriff Folk                                  | |
| 2010      | Chain Letter                                | Mr. Smirker                                   | |
| 2010      | Turbulent Skies                             | Richard                                       | Televisión |
| 2010      | Death and Cremation                         | Stan                                          | |
| 2011      | Fading of the Cries                         | Mathias                                       | |
| 2011      | Priest (El sicario de Dios)                 | Vendedor                                      | |
| 2011      | Few Options                                 | Chris Pendler                                 | |
| 2013      | Justicia sangrienta                         | Bob                                           | |
| 2013      | Curse of Chucky                             | Chucky / Charles Lee Ray                      | Voz |
| 2017      | Cult of Chucky                              | Chucky                                        | Voz |
| 2018      | Willdling                                   | Gabriel Hanson                                | |
| 2018      | Ready Player One                            | Chucky                                        | Voz |
| 2019      | Obsession                                   | George                                        | |
| 2021      | The Shuroo Process                          | Dr. Feinstein                                 | |
| 2022 2025 | The Living Pinocchio: Unstrung              | Brad Pinocho                                  | Corto |

### Televisión
| Año       | Título                                       | Rol                           | Notas |
| --------- | -------------------------------------------- | ----------------------------- | --- |
| 1976      | The Mound Builders                           | Chad Jasker                   | Film para TV |
| 1977      | The Gardener's Son                           | Robert McEvoy                 | Film para TV |
| 1978      | Sergeant Matlovich vs. the U.S. Air Force    | Sargento Leonard Matlovich    | Film para TV |
| 1979      | Studs Lonigan                                | Danny O'Neill                 | 3 episodios |
| 1980      | Guyana Tragedy: The Story of Jim Jones       | David Langtree                | Film para TV |
| 1982      | I, Desire                                    | Paul                          | Film para TV |
| 1984      | Tales of the Unexpected                      | Autoestopista                 | Episodio: "Number Eight" |
| 1986      | The Equalizer                                | Fenn                          | Episodio: "Out of the Past" |
| 1986      | Spenser: For Hire                            | Maxie Lyons                   | Episodio: "Rage" |
| 1986      | Rage of Angels                               | Seymour Bourne                | Film para TV |
| 1986      | Vengeance: The Story of Tony Cimo            | Lamar Sands                   | Film para TV. Debido a las restricciones sobre los prisioneros en el estado de Carolina del Sur, el personaje es un personaje ficticio compuesto basado en Donald Henry Gaskins. |
| 1987      | Moonlighting                                 | Padre McDonovan               | Episodio: "All Creatures Great...and Not So Great" |
| 1987      | The Hitchhiker                               | Billy Baltimore Jr.           | Episodio: "The Legendary Billy B." |
| 1987      | Miami Vice                                   | Joey Wyatt                    | Episodio: "Theresa" |
| 1989      | Murder, She Wrote                            | Dr. Warren Overman            | Episodio: "Fire Burn, Cauldron Bubble" |
| 1989      | Desperado: The Outlaw Wars                   | Camillus Fly                  | Film para TV |
| 1989      | Terror on Highway 91                         | Keith Evans                   | Film para TV |
| 1993      | Wild Palms                                   | Chickie Levitt                | 3 episodios |
| 1993      | Tales from the Crypt                         | Virgil                        | Episodio: "People Who Live in Brass Hearses" |
| 1994      | The X-Files                                  | Luther Lee Boggs              | Episodio: "Beyond the Sea" |
| 1994      | A Worn Path                                  | Cazador                       | Film para TV |
| 1995      | Babylon 5                                    | Charles Dexter/Brother Edward | Episodio: "Passing Through Gethsemane" |
| 1995      | Escape from Terror: The Teresa Stamper Story | Sheriff Bill Douglass         | Film para TV |
| 1995      | Escape to Witch Mountain                     | Luther/Bruno                  | Film para TV |
| 1996      | Star Trek: Voyager                           | Lon Suder                     | 3 episodios |
| 1996      | Blackout                                     | Thomas Payne                  | Film para TV |
| 1996      | If Looks Could Kill                          | M. Eugene "Gene" Hanson       | Film para TV |
| 1997      | Millennium                                   | Dennis Hoffman                | Episodio: "Force Majeure" |
| 1999      | The Norm Show                                | El Diablo                     | Episodio: "Norm and Shelley" |
| 1999      | The Magnificent Seven                        | Rupert Brauner                | Episodio: "Chinatown" |
| 1999      | The Hunger                                   | Manno                         | Episodio: "Sin Seer" |
| 2001–02   | Ponderosa                                    | Maurice Deveraux              | 8 episodios |
| 2004–06   | Deadwood                                     | Dr. Amos "Doc" Cochran        | Rol principal |
| 2008      | Law & Order                                  | Dr. David Lingard             | Episodio: "Called Home" |
| 2010      | Law & Order: Special Victims Unit            | Dr. Iggy Drexel               | Episodio: "Torch" |
| 2011      | Fringe                                       | Moreau                        | Episodio: "The Day We Died" |
| 2011      | Psych                                        | Bernie Bethel                 | Episodio: "Shawn, Interrupted" |
| 2011      | Miami Magma                                  | Jacob Capilla                 | Film para TV |
| 2012      | Wilfred                                      | P.T.                          | Episodio: "Questions" |
| 2012      | Criminal Minds                               | Adam Rain                     | Episodio: "The Lesson" |
| 2012      | Swamp Volcano                                | Jacob Capilla                 | Film para TV |
| 2012–14   | Once Upon a Time                             | Zoso                          | 2 episodios |
| 2013      | End of the World                             | Dr. Walter Brown              | Film para TV |
| 2014      | Agents of S.H.I.E.L.D.                       | Thomas Nash                   | Episodio: "End of the Beginning" |
| 2016      | The Wilding                                  | David Stearns                 | Film para TV |
| 2019      | Deadwood: The Movie                          | Dr. Amos "Doc" Cochran        | Film para TV |
| 2021–2024 | Chucky                                       | Chucky (voz)                  | Rol principal |

### Videojuegos
| Año  | Título           | Rol                                     | Notas    |
| ---- | ---------------- | --------------------------------------- | -------- |
| 2001 | Myst III: Exile  | Saavedro                                |          |
| 2002 | Run Like Hell    | Fred                                    | Voz      |
| 2005 | GUN              | Reverendo Josiah Reed                   | Voz      |
| 2012 | Dishonored       | Piero Joplin                            | Voz      |
| 2023 | Dead by Daylight | The Good Guy (Chucky / Charles Lee Ray) | DLC, Voz |

## Premios y distinciones
Óscar
| Año  | Categoría              | Película                        | Resultado |
| ---- | ---------------------- | ------------------------------- | --------- |
| 1976 | Mejor actor de reparto | One Flew Over the Cuckoo's Nest | Nominado  |